# Президентские выборы в Гаити (1950)
Президентские выборы на Гаити 1950 года были первыми выборами лидера государства, они проходили 8 октября  одновременно с парламентскими выборами. Поль Маглуар был единственным кандидатом на выборах и стал первым избранным в ходе всеобщего голосования лидером Гаити. Он вступил в должность 10 декабря 1950 года.

## Контекст
Впервые в истории Гаити лидер избирался в ходе всеобщих выборов. Срок президента был ограничен 6 годами без возможности продления срока или переизбрания.

## Результаты
Результаты голосования были обнародованы 24 октября 1950 года.
| Кандидат                          | Голоса  | %   |
| --------------------------------- | ------- | --- |
| Поль Маглуар                      | 527 625 | 100 |
| Недействительные/пустые бюллетени | -       | -   |
| Всего                             | 527 625 | 100 |
| Источник: Nohlen                  |         |     |